# Jan Rabie
Jan Rabie (14 novembre 1920 - 15 novembre 2001) était un auteur sud-africain de nouvelles, de romans et d’autres œuvres littéraires. 

## Biographie
Il est né à George, et était l’auteur de vingt et une œuvres. Il faisait partie des Sestigers, un groupe d’écrivains africains influents des années 1960.

## Œuvre

### Romans
- Nog skyn die sterre (1943)
- Geen somer (1944)
- Vertrou op môre (1946)
- Die pad na mekaar (1947)
- Dakkamer en agterplaas (1957)
- Swart ster oor die Karoo (1957)
- Ons, die afgod (1958)
- Die groen planeet (1961)
- Mens-alleen (1963)
- Die groot anders-maak (1964)
- Eiland voor Afrika (1964)
- Waar jy sterwe (1966)
- Klipwieg (1970)
- Die hemelblom (1971)
- Ark (1977)
- Johanna se storie (1981)
- En oseaan (1985)

### Nouvelles
- Een-en-twintig (1956)
- Die roos aan die pels (1966)
- Versamelverhale (1980)

### Essais
- Groen reise (1950)
- Die evolusie van nasionalisme (1960)
- Polemika, 1957-1965 (1966)
- ’n Haan vir Eloúnda (1971)
- ’n Boek vir Onrus (1982)
- Buidel (1989)
- Paryse dagboek (1998)